# アジュルン
アジュルン（アラビア語: عجلونアジュルーン, Ajlun, Ajloun, Ājlūn）はヨルダン北部の都市でアジュルン県の県都。首都アンマンからは北西へ76kmの位置にある丘の多い町である。12世紀の城の印象的な廃墟（アジュルン城）が有名。
2004年の国勢調査によれば、アジュルンの町の人口は7,289人。大半はムスリムであり、その他にキリスト教徒の共同体もある。アジュルン県には、420平方kmの面積にアジュルンを含め27の町と村があり、人口は13万人を超える。県内の人々の多くは農業に従事している。
アジュルン山地は青々とした植生と深い森で知られ、ハイキングに適している。山地の最高峰は海抜1,250mに達する。また冬季（1月）の最高気温は8度ほどに下がり、吹雪が襲い1mの積雪になることもある。

## アジュルン城
アジュルン城（カラアト・アジュルーン、アラビア語: قلعة عجلون, Qal'at Ajlun; またはカラアト・アッ＝ラバド、アラビア語:  قلعة الربض, Qal'at ar-Rabad）はかつて修道院のあった丘の上に建てられている。1184年、サラーフッディーンの部下である将軍イッズッディーン・ウサーマにより、ダマスカスとエジプトを結ぶ道をカラクの十字軍による攻撃から守るための城として建てられた。フランク人（西洋人）たちはトランスヨルダン（ヨルダン川東岸）にまで領土を延ばしたが、アジュルンより東には進むことは出来なかった。その後はマムルーク朝により四角い楼閣が増設されるなどしたが、1260年にモンゴル帝国軍により陥落し一部が破壊された。

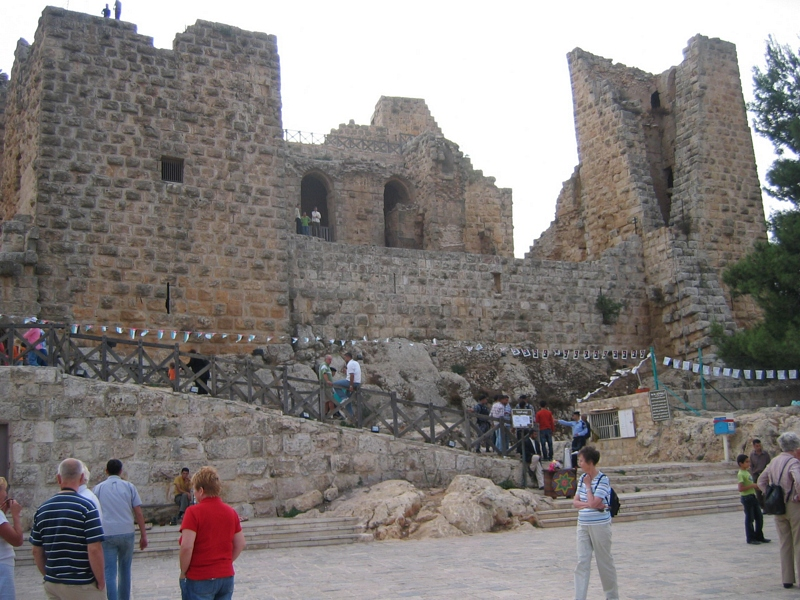
アジュルン城